# Brachymyrmex incisus
Brachymyrmex incisus är en myrart som beskrevs av Auguste-Henri Forel 1912. Brachymyrmex incisus ingår i släktet Brachymyrmex och familjen myror. Inga underarter finns listade.